# Petronella Dahlerus
Petronella Dahlerus, född 6 maj 1983, är en svensk före detta friidrottare (sprinter). Hon vann SM-guld på 200 meter inomhus år 2002.

## Personliga rekord
| Utomhus - 100 meter – 11,77 (Karlskrona 24 juli 2004) - 100 meter – 11,72 (medvind) (Borås 9 juni 2004) - 200 meter – 24,51 (Karlstad 7 augusti 2004) | Inomhus - 60 meter – 7,48 (Malmö 26 januari 2002) - 200 meter – 23,99 (Malmö 17 februari 2002) |

### Fotnoter
1. ↑  Wiger 2006, s. 181.
2. 1 2 3 4  Wiger 2006, s. 246.
3. 1 2  Wiger 2006, s. 251.
4. ↑  ”Stora inne-SM 2002, resultat” (htm). Arkiverad från originalet den 13 december 2002. https://web.archive.org/web/20021213092936/http://m1.406.telia.com/~u40606160/ResultatISM.htm. Läst 14 april 2015.
5. ↑  ”Stora inne-SM 2004, resultat” (htm). goteborgfriidrott.se. Arkiverad från originalet den 12 november 2016. https://web.archive.org/web/20161112141637/http://www.goteborgfriidrott.se/globalassets/goteborgs-friidrottsforbund/dokument/resultat-och-statistik/resultatarkiv/2006-o-tidigare/040222ism.htm. Läst 21 april 2015.
6. 1 2 3 4 5 6  ”Personsida på AllAthletics”. all-athletics.com. Arkiverad från originalet den 20 december 2016. https://web.archive.org/web/20161220033116/http://www.all-athletics.com/node/148177. Läst 3 december 2016.
7. 1 2  ”Personsida hos IAAF”. iaaf.org. https://www.iaaf.org/athletes/sweden/petronella-dahlerus-187424. Läst 3 december 2016.